# Lunik (banda)
Lunik es una banda suiza de música pop.
Lunik comenzó en 1997 con Adi Amstutz, Luk Zimmermann, Mats Marti, Walo Müller y Anton Höglhammer. La cantante Jaël se unió a la banda en 1998 y Anton Höglhammer la dejó. En 1999 salió a la venta su primer álbum Rumour, cuyo estilo era principalmente trip hop atmosférico. El bajista Walo Müller dejó la banda luego del tour posterior, y con el segundo álbum Ahead (2001) la banda tomó una dirección hacia un sonido más pop. Oli Müller apoyó a la banda como bajista en los espectáculos en vivo y Adi Amstutz dejó la banda.
Su tercer álbum Weather (2003) fue todo un éxito en Suiza, con una aproximación acústica de Jaël, Luk, y Mats remplazando lo electrónico de sus álbumes iniciales. Cédric Monnier (teclados) y Jacob Suske (bajo) apoyaron a la banda como en el tour acústico de Weather. Un álbum en vivo, Life is On Our Side, apareció en 2004. Cédric Monnier y Jacob Suske se unieron oficialmente en 2005, y Mats Marti se fue a su vez. A comienzos de 2006, Chrigel Bosshard se unió a Lunik como el nuevo baterista. Jacob Suske (bajo) dejó nuevamente la banda en septiembre de 2008.

## Miembros

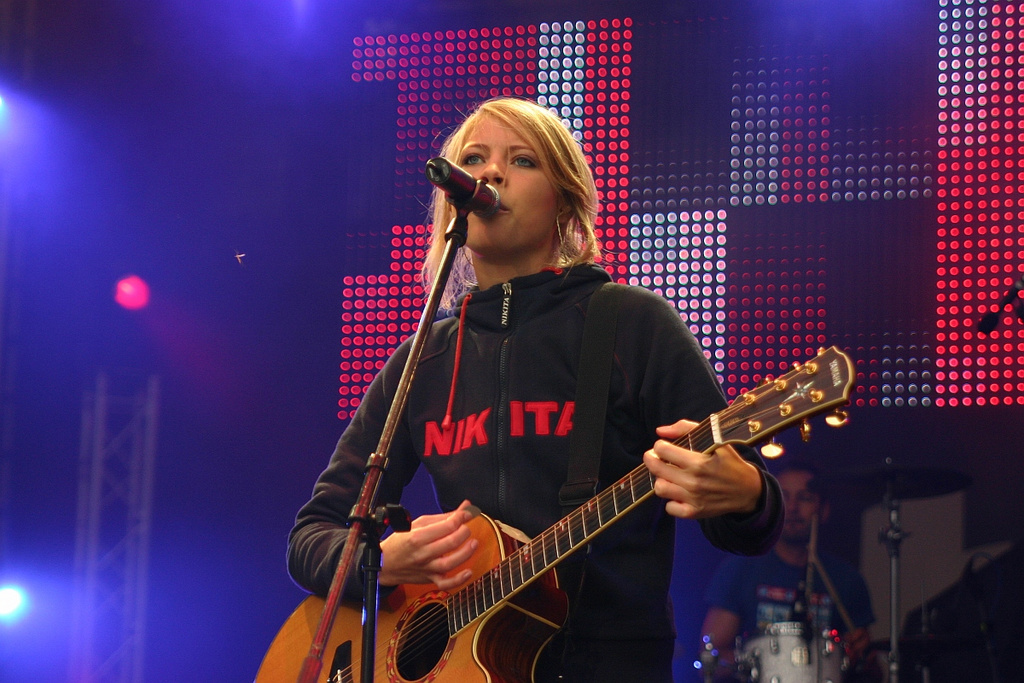
Jaël

### Actualmente
- Jaël - vocalista, guitarrista
- Luk Zimmermann - guitarrista principal
- Chrigel Bosshard - baterista
- Cédric Monnier - tecladista

## Discografía

### Álbumes de estudio
| Año  | Título | SWI | Certifications (Certificación) |
| ---- | --- | --- | ------------------------------ |
| 1999 | Rumour - Lanzamiento: 30 de agosto de 1999 - Discográfica: EMI Switzerland                                                                                | —   | —                              |
| 2001 | Ahead - Lanzamiento: 3 de marzo de 2003 - Discográfica: EMI Switzerland                                                                                   | 16  | —                              |
| 2003 | Weather - Lanzamiento: 8 de diciembre de 2003 (Suiza), 14 de febrero de 2005 (Europa) - Discográfica: EMI Switzerland                                     | 6   | - SWI: Gold                    |
| 2006 | Preparing to Leave - Released: 1 de septiembre de 2006 - Label: Sophie Records / F.O.D. Records                                                           | 1   | - SWI: Platinum                |
| 2010 | Small Lights in the Dark - Lanzamiento: 12 de febrero de 2010 (Switzerland), 12 de abril de 2010 (Europe) - Discográfica: Sophie Records / F.O.D. Records | 1   | - SWI: Gold                    |

### Otros álbumes
| Año  | Título | SWI |
| ---- | --- | --- |
| 2004 | Life Is on Our Side (álbum en vivo) - Lanzamiento: 4 de octubre de 2004 (Suiza), 14 de febrero de 2005 (Europa) - Discográfica: EMI Switzerland | 9   |
| 2009 | Lonely Letters (álbum recopilatorio) - Lanzamiento: 23 de marzo de 2009 (sólo fuera de Suiza) - Discográfica: F.O.D. Records                    | —   |

### Sencillos
| Año                                                                            | Título                              | Posiciones máximas en los charts | Posiciones máximas en los charts | Álbum                            |
| Año                                                                            | Título                              | SWI                              | ITA                              | Álbum                            |
| ------------------------------------------------------------------------------ | ----------------------------------- | -------------------------------- | -------------------------------- | -------------------------------- |
| 1999                                                                           | "Other Side"                        | —                                | —                                | Rumour                           |
| 1999                                                                           | "Rumour"                            | —                                | —                                | Rumour                           |
| 2001                                                                           | "Static"                            | 47                               | —                                | Ahead                            |
| 2002                                                                           | "Waiting"                           | —                                | —                                | Ahead                            |
| 2003                                                                           | "The Most Beautiful Song"           | 32                               | —                                | Globi and the Stolen Shadows OST |
| 2003                                                                           | "Through Your Eyes"                 | 85                               | —                                | Weather                          |
| 2004                                                                           | "Summer's Gone"                     | —                                | —                                | Life Is on Our Side              |
| 2004                                                                           | "The Most Beautiful Song" (reissue) | 98                               | —                                | Weather                          |
| 2005                                                                           | "Go On"                             | —                                | —                                | Weather                          |
| 2006                                                                           | "Little Bit"                        | 7                                | —                                | Preparing to Leave               |
| 2007                                                                           | "Preparing to Leave"                | 86                               | —                                | Preparing to Leave               |
| 2007                                                                           | "Life Is All Around You"            | —                                | —                                | Preparing to Leave               |
| 2008                                                                           | "Do You Love Me"                    | —                                | 9                                | Lonely Letters                   |
| 2009                                                                           | "Everybody Knows"                   | —                                | 15                               | Lonely Letters                   |
| 2010                                                                           | "People Hurt People"                | —                                | —                                | Small Lights in the Dark         |
| 2010                                                                           | "How Could I Tell You"              | 40                               | —                                | Small Lights in the Dark         |
| 2010                                                                           | "Diary"                             | —                                | —                                | Small Lights in the Dark         |
| "—" indica que no tuvo posición en ese chart o que no fue lanzado en ese país. |                                     |                                  |                                  |                                  |

## Otros
- DJ Tatana feat. Jaël - Always On My Mind
  - No. 6 en Swiss Singles Chart
- Delerium feat. Jaël - After All
  - No. 9 en US Dance / Club Play Chart
- Mich Gerber feat. Jaël - You Remain
- Mich Gerber feat. Jaël - Stop Crying
- Mensano feat. Jaël - Doesn't Care
- Delerium feat. Jaël - Lost and Found
  - No. 4 en US Dance / Club Play Chart
- Schiller feat. Jaël - Tired
- Schiller feat. Jaël - I Need You
- Mensano feat. Jaël - Nowhere